# Jacob Hägg
Jacob Hägg (22 de julio de 1839 - 15 de abril de 1931) fue un oficial naval y artista marino sueco. Ingresó en la Academia Naval en 1858 y fue nombrado oficial en 1863. Navegó en varios viajes largos, incluida una circunnavegación de la Tierra. Ingresó en el Estado Mayor de la Flota en 1888, fue nombrado jefe de la Academia Naval en 1895 y ascendido a contralmirante en 1899. Paralelamente a su carrera militar, también ejerció una activa actividad artística. Realizó dibujos y otras obras gráficas, acuarelas y óleos casi exclusivamente sobre temas marinos. También fue un activo promotor de la historia marina y presionó para la creación del Museo Marítimo en Estocolmo.
Su hermano fue el arquitecto y artista Axel Haig.

## Antecedentes, infancia y vida familiar
Jacob Hägg nació en Katthamra, una pequeña casa solariega en Östergarn, en la isla sueca de Gotlandia. Su padre y su abuelo se dedicaban al transporte marítimo y a la exportación de cal. Su hermano fue el artista Axel Haig. Asistió a la escuela en Visby, donde su maestro fue Pehr Arvid Säve.
Se casó con Eleonora (Ellen) Magdalena Sofía Tellander en 1869.

## Carrera militar
La tradición familiar sostiene que decidió convertirse en oficial naval después de ver la fuerza expedicionaria franco-británica navegar más allá de Gotlandia en su camino a la Batalla de Bomarsund durante la guerra de Crimea en el verano de 1854. Fue aceptado como cadete en el Palacio Karlberg de Estocolmo en 1858, en la Academia Naval (más tarde absorbida por la Academia Militar). En 1863 fue nombrado oficial de la Armada de Suecia. Durante su carrera militar participó en varios viajes largos. En 1864-1865 navegó con la corbeta de vapor Gefle al Mediterráneo y a la costa occidental de África; más tarde se publicó un diario de viaje de este viaje, al que contribuyó con las ilustraciones. También navegó con Gefle a El Havre en 1870 para evacuar a los ciudadanos suecos después del estallido de la guerra franco-prusiana. Más tarde también navegó en varios viajes largos, incluida una circunnavegación de la Tierra, con la fragata de hélice Vanadis, del que fue comandante entre los años 1890 y 1894, y en la corbeta Saga.
En 1888 se unió al Estado Mayor de la Flota, donde propuso y planificó rutas marítimas secretas para ser utilizadas en tiempos de guerra. En 1890, fue nombrado director de la Academia Naval (que incluía el mando del Vanadis) y en 1895 fue ascendido a Kommendör y se le dio el puesto de director del astillero naval de Estocolmo. Fue ascendido al rango de contralmirante en 1899 y en 1900 asumió el cargo de jefe del astillero naval de Karlskrona, cargo que mantendría hasta su jubilación en 1904.

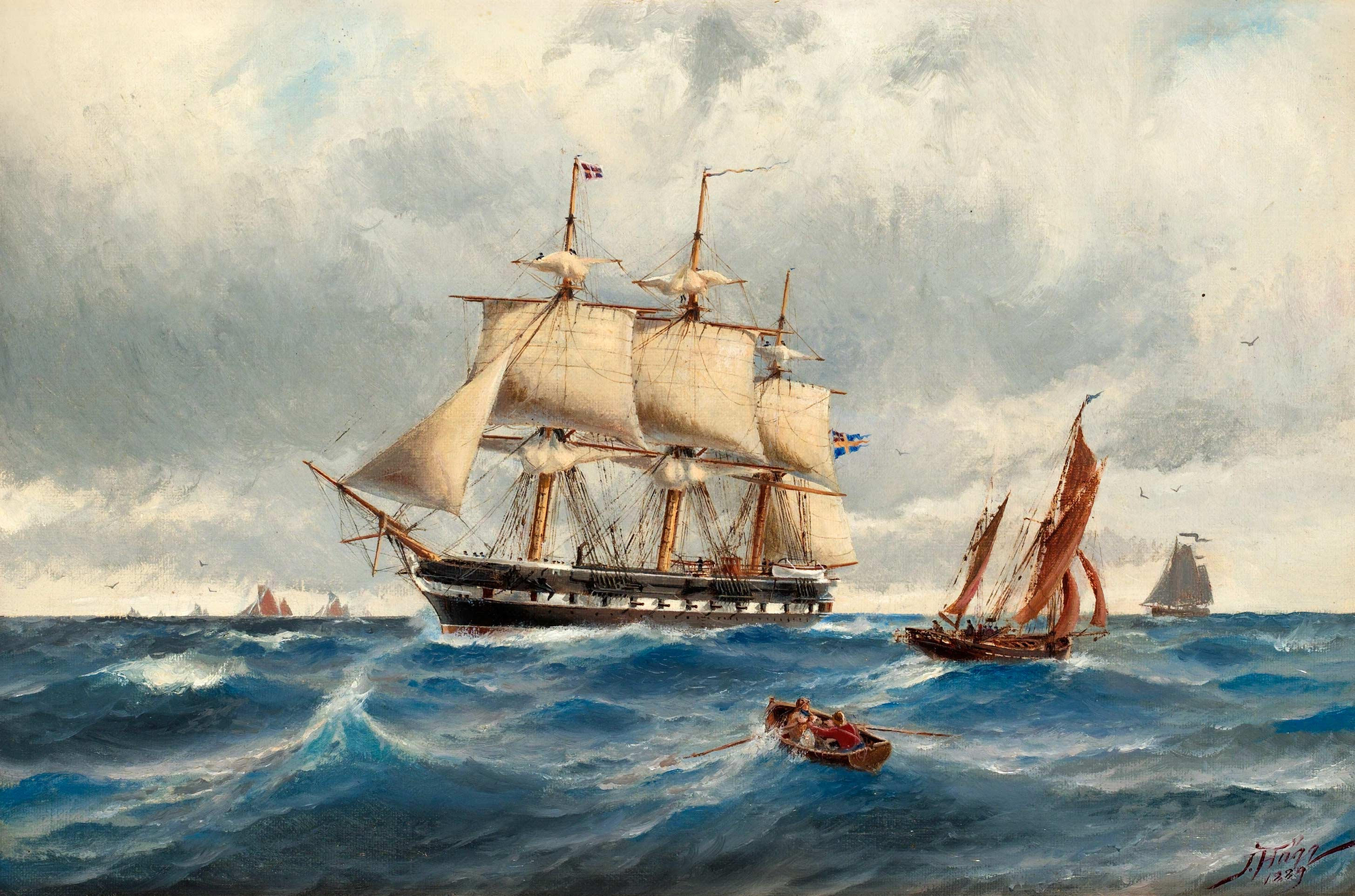
Pintura al óleo de Hägg que representa la fragata Vanadis (1889); Hägg fue comandante del barco entre 1890 y 1894 y circunnavegó el mundo a bordo al principio de su carrera.

En enero de 1901, se vio involucrado en un episodio que tuvo repercusiones políticas. En ese momento, fue acusado, injustamente como se demostró posteriormente, de haber roto un voto de silencio sobre futuras promociones de oficiales navales. Como consecuencia de ello, tuvo que pasar cuatro días en la cárcel. La historia fue cubierta por la prensa y hubo una conmoción generalizada al enterarse de que un oficial de alto rango sería enviado a prisión por lo que muchos consideraban un delito menor. La opinión pública tendía a simpatizar con Hägg. Finalmente, el episodio llegó al parlamento, el Riksdag, donde el ministro de Marina Gerhard Dyrssen recibió fuertes críticas por parte de liberales prominentes, incluido el futuro primer ministro Karl Staaff. Esto llevó a la dimisión de Dyrssen en mayo de 1901. El propio Hägg se abstuvo de participar en el debate, salvo un único intento de restar importancia al incidente en un artículo en Post- och Inrikes Tidningar.

## Carrera artística

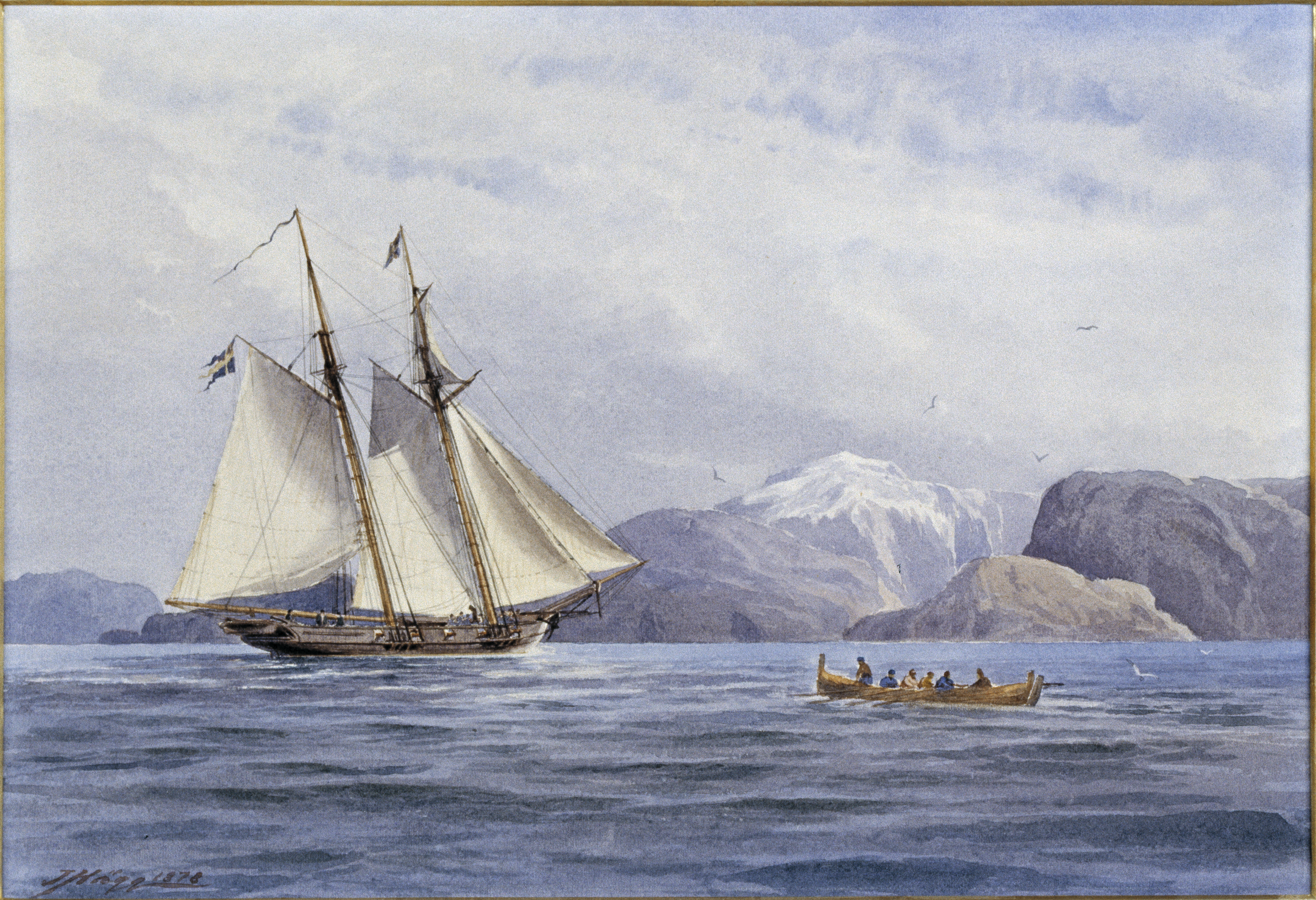
Acuarela del barco sueco L'Aigle en la costa noruega, fechada en 1878. Al principio de su carrera, Hägg trabajó principalmente con acuarelas y dibujos.

Paralelamente a su carrera militar, también trabajó como artista marino. Fue en gran medida autodidacta; aparte de haber aprendido dibujo básico en la escuela con Pehr Arvid Säve y de haber asistido posteriormente a un curso de pintura al óleo con Per Daniel Holm, no recibió ninguna educación formal en las artes. Comenzó a dibujar y pintar acuarelas mientras era cadete, en parte como pasatiempo y en parte como una forma de ganar algo de dinero extra. Continuó dedicándose a la pintura también como medio para obtener ingresos adicionales; aun así, como oficial superior, su salario era insuficiente para proporcionarle a él y a su familia el tipo de estilo de vida que se esperaba socialmente que tuviera como oficial militar. En una carta a su madre fechada en 1874, señala que espera que su nueva pintura al óleo le reporte algún dinero extra.
Inicialmente pintó sólo en acuarela además de realizar dibujos y obras gráficas, pero a partir de la década de 1870 comenzó a pintar al óleo. Al principio tuvo problemas para encontrar un estudio que pudiera utilizar y, mientras servía como comandante de Vanadis en la década de 1890, utilizó el camarote como taller para sus pinturas al óleo.
En cuanto a la temática, representó casi exclusivamente barcos y temas marinos en sus obras. La mayoría de sus pinturas representan barcos contemporáneos o históricos o batallas navales. Además de alrededor de 800 acuarelas y pinturas al óleo, y más del doble de la cantidad de obras gráficas, también produjo ilustraciones para libros de texto navales, siluetas de segmentos costeros para uso de práctico s e ilustraciones para libros, incluida una obra de 14 volúmenes sobre oficiales navales suecos históricos de Arnold Munthe.

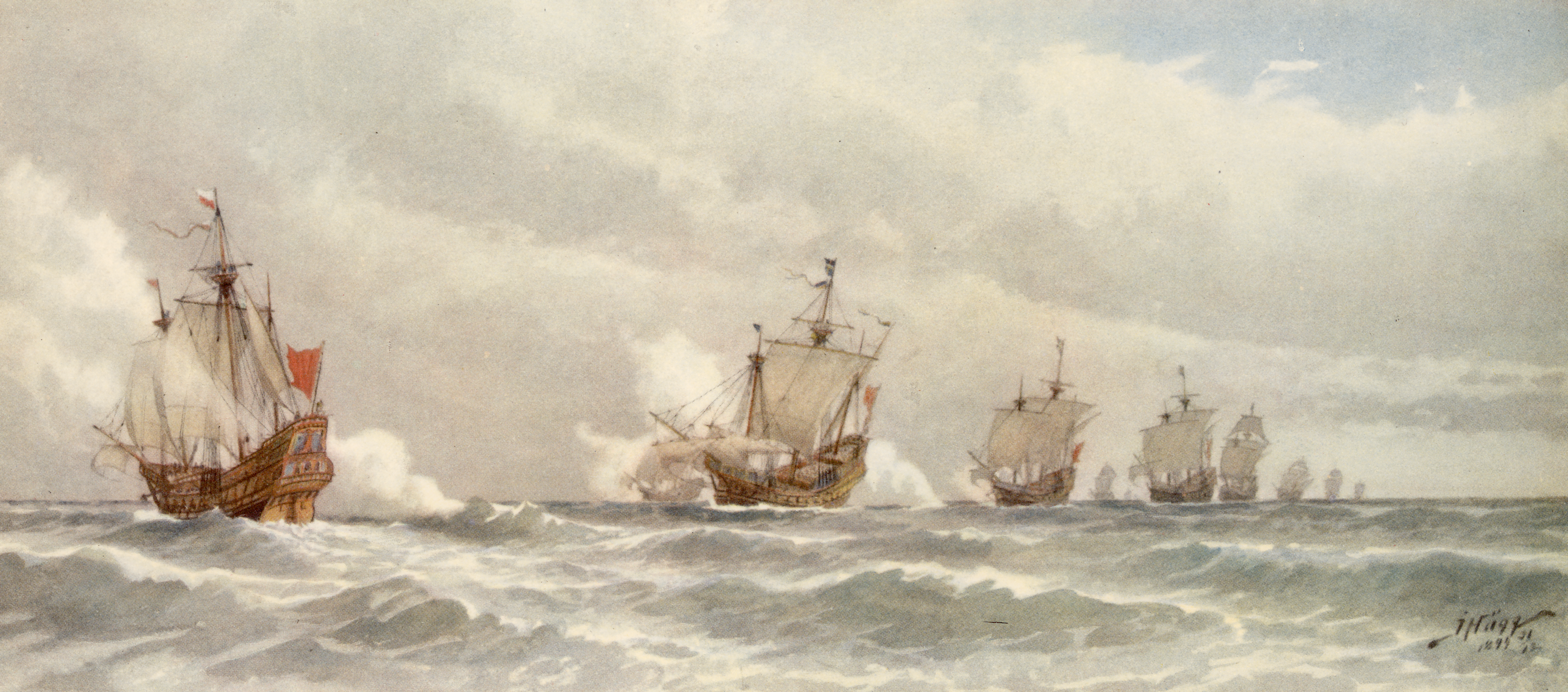
La batalla de Bornholm (1535) (1894). Hägg representó barcos contemporáneos e históricos y batallas navales.

Estilísticamente, se le puede contar entre los pintores del juste milieu; el ambiente o la atmósfera se representan a menudo de forma romántica, mientras que su gran habilidad técnica y su conocimiento náutico contribuyen a un alto grado de realismo en la representación de barcos y otros temas. Cuando llegó a Estocolmo siendo joven, encontró inspiración entre las colecciones del Museo Nacional; en particular, el arte de Johan Fredrik Höckert lo influyó. A veces se le compara, a menudo de forma un tanto desfavorable, con su colega contemporáneo algo más joven, Herman af Sillén.
Además de su actividad como pintor, también se dedicó a la historia y arqueología marina. Por iniciativa suya se restauró y expuso al público la colección de modelos de barcos históricos propiedad de la Armada sueca. La primera vez fue en la Exposición General de Arte e Industria de Estocolmo de 1897, pero después de esto no se pudo encontrar ningún arreglo adecuado para exhibirlas de forma permanente. Por ello, comenzó a promover la idea de un museo marítimo en Estocolmo. Poco antes de su muerte en 1931, se enteró de que Knut Agathon Wallenberg había conseguido finalmente financiación para dicho museo, y el Museo Marítimo abrió sus puertas en 1938 en Estocolmo. La vexilología también fue otro campo en el que se involucró; publicó panfletos y artículos sobre temas relacionados con la bandera nacional y participó en el trabajo que condujo a una nueva ley de bandera nacional de 1906.

## Honores y conmemoraciones
En 1927, recibió la medalla Illis quorum. La Administración Marítima de Suecia opera un buque de investigación hidrográfica llamado R/V Jacob Hägg. Fue además miembro de la Real Sociedad Sueca de Ciencias Navales (1891), de la Real Academia Sueca de Ciencias de la Guerra (1892) y desde 1899 miembro honorario de la Real Sociedad Sueca de Ciencias Navales.